# سليمان براهمي
سليمان براهمي (ولد في 9 مارس 1952 في الهاشمية، ولاية البويرة ، الجزائر ) قاضي جزائري ، وزير العدل ، حافظ الأختام منذ 31 مارس 2019  ،  إلى غاية 31 جويلية 2019.

## سيرة
تحصل على شهادة البكالوريا سنة 1973. حائز على شهادة ليسانس في الحقوقن حصل عليها عام 1977 ، وهو قاضي منذ عام 1980.

## وظائف
- 31 مارس 2019- 31 جويلية 2019: وزيرا للعدل، حافظ الأختام.
- 2014 - 2019 مستشار المحكمة العليا
- 2011 - 2014 : رئيس محكمة الجزائر
- 2010 - 2011 : رئيس محكمة البليدة
- 2006 - 2010 : رئيس محكمة سطيف
- 2004 - 2006 : رئيس محكمة الأغواط
- 2003 - 2004 : رئيس محكمة استئناف بومرداس
- 1999 - 2003 : رئيس محكمة الاستئناف في تيزي وزو
- 1993 - 1999 : مستشار في محكمة تيزي وزو
- 1993 - 1993 : المدعي العام لمحكمة تيزي وزو
- 1987 - 1993 : المدعي العام لمحكمة المدية
- 1981 - 1987 قاضي محكمة قصر البخاري